# Elisabeth Berner
Elisabeth Berner (geb. 1957) ist eine Germanistin und Spezialistin für das Niederdeutsche im Land Brandenburg.

## Leben und Wirken
Elisabeth Berner studierte an der Pädagogischen Hochschule Potsdam „Karl Liebknecht“ und erhielt dort 1980 ihren Abschluss als Diplomlehrerin für Deutsch und Geschichte. 1983 wurde sie an der Hochschule promoviert. In ihrer Dissertation untersuchte sie Anredebezeichnungen in der zweiten Hälfte des 19. Jahrhunderts. Danach war sie an der Pädagogischen Hochschule Potsdam (seit 1991 Universität Potsdam) tätig, zunächst als wissenschaftliche Mitarbeiterin am Lehrstuhl Geschichte der deutschen Sprache und ab 2010 am Lehrstuhl Geschichte und Variation der deutschen Sprache.
Neben anderen Themen der germanistischen Linguistik hat Berner mit der wissenschaftlichen Beschreibung und aktuellen Situation der märkischen Dialekte des Niederdeutschen gearbeitet. Sie hat außerdem didaktische Materialien erstellt und war maßgeblich an der Erstellung eines neuen Rahmenlehrplans für Berlin und Brandenburg beteiligt, in dem niederdeutsche Themen aufgenommen wurden.
Während drei Amtsperioden, von 2010 bis 2014, 2014 bis 2018 und 2018 bis 2022, war Berner Delegierte im Bundesrat für Niederdeutsch für das Land Brandenburg.

## Veröffentlichungen (Auswahl)
- Elisabeth Berner, Horst Ehrhardt, Karl-Heinz Siehr (Hrsg.): Funktionale Sprachbeschreibung in der DDR zwischen 1960 und 1990. Beiträge zur Bilanz und Kritik der „Potsdamer Richtung“. Peter Lang, Frankfurt am Main 1997.
- Elisabeth Berner, Manuela Böhm, Anja Voeste (Hrsg.): Ein groſs vnnd narhafft haffen. Festschrift für Joachim Gessinger. Universitätsverlag Potsdam, Potsdam 2005.
- Karl-Heinz Siehr, Elisabeth Berner (Hrsg.): Sprachwandel und Entwicklungstendenzen als Themen im Deutschunterricht. Fachliche Grundlagen – Unterrichtsanregungen – Unterrichtsmaterialien. Universitätsverlag Potsdam, Potsdam 2009.
- Elisabeth Berner, Waldemar Freitag, Marion Höfner, Evelyn Mühlbauer: Die niederdeutschen Dialekte in Brandenburg. Arbeitsmaterial für den Deutschunterricht. Pädagogisches Landesinstitut, Ludwigsfelde 1997.
- Wilhelm Schmidt: Geschichte der deutschen Sprache. Ein Lehrbuch für das germanistische Studium. Hrsg.: Elisabeth Berner, Norbert R. Wolf. 11. Auflage. Hirzel, Stuttgart 2013.
- Elisabeth Berner: Region – Sprache – Literatur. Universität Potsdam, Potsdam 2017.
- Elisabeth Berner: Uns erst Brannenborch Plattfibel. Verein für Niederdeutsch im Land Brandenburg, Potsdam 2020 (niederdeutsch).